# Randy Knorr
Randy Duane Knorr (né le 12 novembre 1968 à San Gabriel, Californie, États-Unis) est un receveur de baseball ayant joué dans les Ligues majeures de 1991 à 2001. Joueur des Blue Jays de Toronto durant 5 saisons, il remporte avec eux les Séries mondiales de 1992 et 1993.
Il instructeur chez les Nationals de Washington en 2006 et 2009, puis de 2012 à 2015 comme instructeur de banc aux côtés des gérants Davey Johnson et Matt Williams.
 

## Carrière de joueur
Randy Knorr est un choix de dixième ronde des Blue Jays de Toronto en 1986. Il joue son premier match dans le baseball majeur avec Toronto le 5 septembre 1991. Il ne dispute que 11 parties en deux saisons avec les Blue Jays, jouant essentiellement en ligues mineures avant de devenir receveur réserviste du grand club à partir de 1993. Sans avoir joué en séries éliminatoires, Knorr est un champion de la Série mondiale 1992 remportée par les Blue Jays et apparaît dans une partie de la Série mondiale 1993 contre Philadelphie, également gagnée par Toronto.
Joueur surtout réputé pour ses qualités défensives, Knorr affiche une moyenne au bâton de ,248 avec 20 points produits en 39 parties jouées en 1993. En 1994, il frappe un record personnel de 7 coups de circuit. En 1995, il atteint son sommet de 132 coups sûrs en une année. Il s'aligne pour les Astros de Houston (1996-1997), les Marlins de la Floride (1998), de nouveau les Astros (1999), les Rangers du Texas (2000) et les Expos de Montréal (2001).
Randy Knorr a disputé 253 parties dans les Ligues majeures. Il compte 153 coups sûrs, 24 circuits, 88 points produits, 82 points marqués et une moyenne au bâton en carrière de ,226.

## Carrière d'entraîneur
Randy Knorr est manager dans les ligues mineures dans l'organisation des Nationals de Washington. Débutant en 2005 avec les Sand Gnats de Savannah, club-école de classe A de la franchise dans la South Atlantic League, il part diriger à l'échelon suivant les Nationals de Potomac de 2006 à 2008. À sa dernière saison là-bas, il mène Potomac à son premier championnat de la Carolina League en 29 ans.
Toujours dans les mineures, Knorr dirige les Senators de Harrisburg, club-école AA de la Ligue Eastern, en 2010, puis les Chiefs de Syracuse, club-école AAA dans la Ligue internationale en 2011.
En trois occasions séparées, Randy Knorr fait partie du personnel d'instructeurs des Nationals de Washington dans la Ligue majeure. Il est instructeur dans l'enclos des lanceurs de relève durant les 3 derniers mois de la saison 2006 ainsi que toute l'année 2009. En novembre 2011, il est nommé instructeur de banc aux côtés du gérant Davey Johnson. Il conserve cette place auprès de Matt Williams, qui succède à Johnson en 2014. Il est congédié par les Nationals le 5 octobre 2015 en même temps que Williams et six autres instructeurs de l'équipe.
Il est toutefois rengagé moins de deux mois plus tard par les Nationals. Il obtient un emploi comme conseiller au directeur général au sein du département du développement des joueurs.

## Vie personnelle
Knorr a joué pendant 12 des 19 saisons de sa carrière professionnelle pour des équipes de baseball du Canada. En plus de ses passages avec les Blue Jays (1991-1995) et les Expos (2001), il a évolué en ligues mineures pour les Blue Jays de Medicine Hat (1986-1988), les Lynx d'Ottawa (2002) et les Trappers d'Edmonton (2003-2004). À sa dernière année comme joueur de ligues mineures, à Edmonton, on lui suggère de devenir citoyen canadien. Intimidé par la publicité que pourrait lui apporter cette décision, Knorr accepte finalement en échange d'une caisse de Molson Canadian, de sirop d'érable et de bacon canadien.